# Павана мавра
«Павана мавра» і «Гамлет» — радянський телефільм-балет, що складається з двох одноактних міні-балетів, поставлених Микитою Долгушиним у 1985 і 1971 роках. Хореографічні фантазії на теми трагедій Вільяма Шекспіра «Отелло» і «Гамлет».

## Сюжет
Хореографічна фантазія на тему трагедії Вільяма Шекспіра «Отелло». Балет «Павана мавра», створений американським танцівником і хореографом Хосе Лимоном в 1949 році, — видатний твір в стилі «танцю модерн». Першим постановником і виконавцем в СРСР став Микита Долгушин. У постановці задіяні придворні танці епохи Відродження (наприклад, павана й низка інших).

## У ролях
- Микита Долгушин —  Мавр
- Олена Євтєєва —  Дружина Мавра
- Марат Даукаєв —  Друг Мавра
- Габріела Комлєва —  Дружина Друга

## Знімальна група
- Композитор: Генрі Перселл
- Хореографія: Хосе Лімон
- Балетмейстер: Наталя Риженко
- Костюми: Чарлз Д. Томлінсон
- Режисер: Євгенія Попова
- Диригент Владислав Чернушенко